# Gadila acuminata
Gadila acuminata är en blötdjursart som först beskrevs av Tate 1887.  Gadila acuminata ingår i släktet Gadila och familjen Gadilidae. Inga underarter finns listade i Catalogue of Life.